# مايك تورنر
مايك تورنر (بالإنجليزية: Mike Turner)‏ (20 سبتمبر 1938 في المملكة المتحدة - ) هو لاعب كرة قدم بريطاني في مركز حراسة المرمى. لعب مع سويندون تاون ونادي توركي يونايتد وDorchester Town F.C. ‏.